# NOAA POES
Pour les articles homonymes, voir NOAA (homonymie) et Poes.

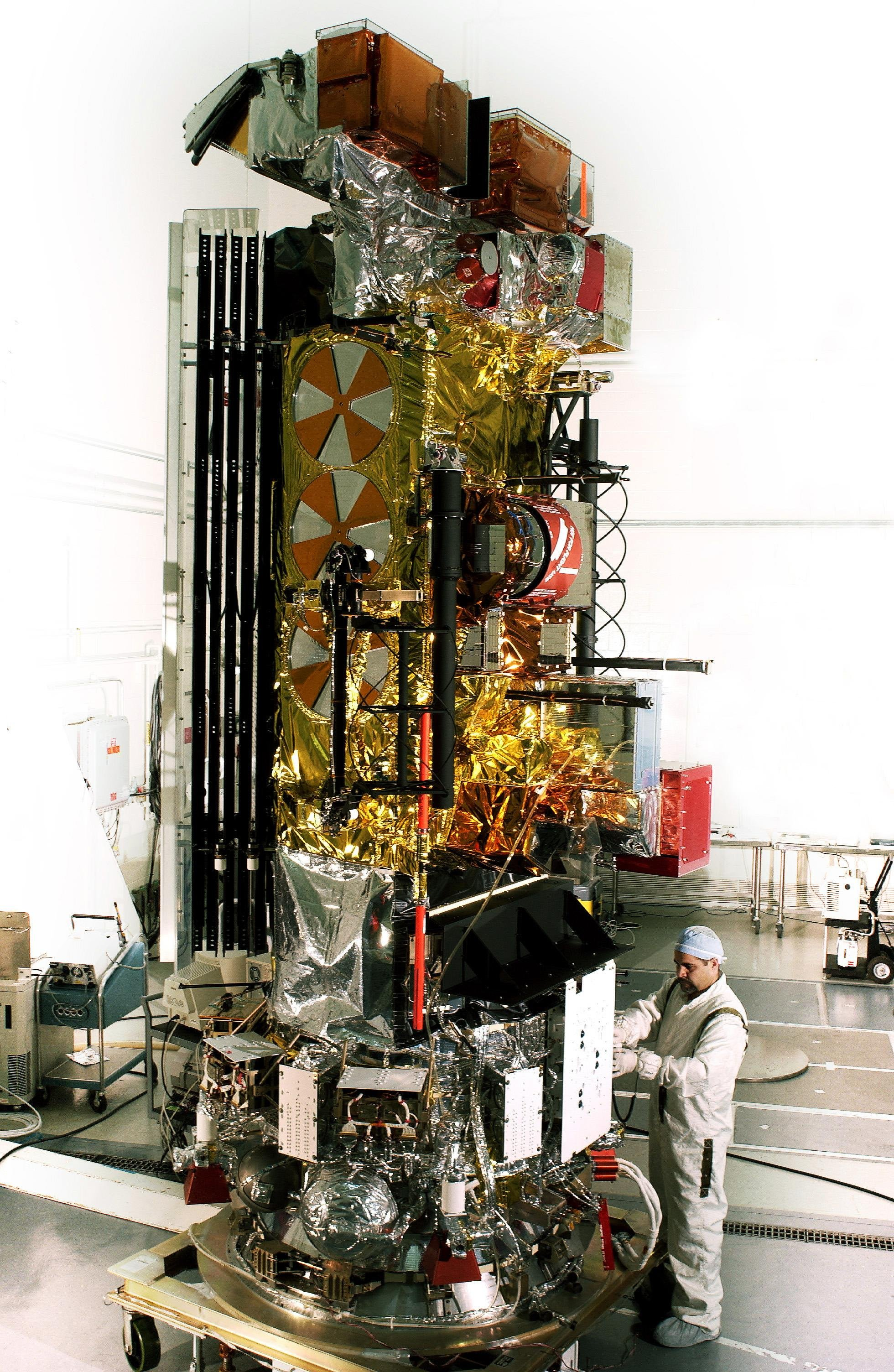
Le satellite NOAA-17 peu avant son lancement.

NOAA POES constitue la cinquième génération de satellites météorologiques polaires de la National Oceanic and Atmospheric Administration (NOAA). Ces satellites font partie intégrante du programme de la NOAA développé en partenariat avec la NASA, et l'organisation européenne EUMETSAT qui fournit les satellites MetOp. Cinq satellites de cette série ont été lancés entre 1998 et 2009. Trois d'entre eux sont toujours opérationnels début 2021. Ils sont en cours de remplacement par Suomi NPP (lancé en 2011) et les satellites Joint Polar Satellite System.

## Caractéristiques techniques
Les satellites NOAA POES ont une masse au lancement de 2 232 kg qui inclut 756 kg d'ergols. Le satellite comprend un moteur d'apogée de type Star 37XFP chargé de circulariser l'orbite après la séparation avec son lanceur grâce à un moteur à propergol solide d'une poussée de 42 kN qui fonctionne durant 51 secondes. Une fois sur son orbite finale la masse du satellite n'est plus que de 1 479 kg. Les satellites NOAA POES sont largement modifiés par rapport à la génération précédente. Pour répondre aux besoins en énergie des instruments, les panneaux solaires fournit 45% d'énergie supplémentaire. Tous les équipements sont redimensionnés pour faire face à l'augmentation des capacités de cette génération. La structure est renforcée pour permettre de supporter le poids de l'instrument AMSU. La plate-forme stabilisée sur trois axes utilise une combinaison de senseurs du Soleil et de Terre pour maintenir l'orientation avec une précision de 0,2°. Les changements d'orientation sont réalisés à l'aide de roues de réaction et propulseurs à gaz froid. Le corps du satellite de forme parallélépipédique est long de 4,18 m pour un diamètre de 1,88 m (longueur hors tout de 7,4 m). Une aile unique longue de 6,14 m et large de 2,73 m porte les panneaux solaires qui fournissent au minimum 833 watts. Les données recueillies sont stockées sur 5 enregistreurs à bande magnétique d'une capacité unitaire de 0,9 gigabits. À partir de NOAA-17, une partie des enregistreurs à bande est remplacée par des mémoires de masse de type mémoire flash d'une capacité de 2,7 gigabits.

### Instruments scientifiques
Les satellites NOAA POES emportent une dizaine d'instruments dont deux équipements pour le sauvetage en mer (SARSAT) et la collecte de données (ARGOS) :
- AVHRR (Advanced Very High Resolution Radiometer) fournit des images dans six bandes spectrales en lumière visible et infrarouge avec une fauchée de 2 900 km et une résolution au nadir de 1,1 km.
- HIRS (High Resolution Infrared Sounder) fournit des profils de température et d'humidité de l'atmosphère, l'épaisseur des nuages et l'albédo du sol dans 20 bandes spectrales entre 0,69 et 14,95 µm. La fauchée est de 2 160 km et la résolution au nadir d'environ 20 km.
- AMSU (Advanced Microwave Sounding Unit).
- AMSU-B (Advanced Microwave Sounding Unit-B).
- MHS (Microwave Humidity Sounder).
- SBUV-2 (Solar Backscatter Ultraviolet Radiometer-2).
- SEM-2 (Space Environment Monitor-2).
- Argos DCS.
- SARSAT (Search and Rescue Satellite Aided Tracking System).

## Statut des satellites
Les satellites NOAA POES sont mis en orbite par différents lanceurs entre 1998 et 2009. Ils circulent sur une orbite héliosynchrone rétrograde de 833 ou 870 km avec une inclinaison de 98,7°. Leur durée de vie minimale de deux ans est largement dépassée. NOAA-19 est victime peu avant son lancement d'un accident peu courant : le satellite de deux tonnes qui est en position verticale dans l'établissement de son constructeur tombe sur le sol au cours d'une manœuvre visant à la placer en position horizontale à la suite d'une erreur de procédure. Les réparations se montent à 135 millions de dollars américains. Début 2021, tous les satellites sont opérationnels sauf NOAA-17 retiré du service en avril 2013 et NOAA-16 retiré en juin 2014,. 
| Satellite | Date de lancement | Lanceur  | Statut                                                       | Instruments (spécificités)¹ | Rôle                      | Commentaire |
| --- | ----------------- | -------- | ------------------------------------------------------------ | --------------------------- | ------------------------- | ----------- |
| NOAA-15 (NOAA-K)                                                                                               | 13 mai 1998       | Titan-2  | en service                                                   | -                           | Orbite du matin (7 h 30)  |             |
| NOAA-16 (NOAA-L)                                                                                               | 21 septembre 2000 | Titan-2  | mis hors service le 9 juin 2014, détruit le 25 novembre 2015 | SBUV/2                      | -                         |             |
| NOAA-17 (NOAA-M)                                                                                               | 24 juin 2002      | Titan-2  | mis hors service le 10 avril 2013                            | -                           | Orbite du matin (10 h 00) |             |
| NOAA-18 (NOAA-N)                                                                                               | 20 mai 2005       | Delta II | mis hors service le 6 juin 2025 à 17 h 49 UTC                | KLM, HIRS/4                 | Orbite du matin           |             |
| NOAA-19 (NOAA-N')                                                                                              | 6 février 2009    | Delta II | mis hors service le 13 août 2025 à 16 h 55 UTC               | KLM, HIRS/4, SBUV/2         | Orbite de l'après midi    |             |
| ¹Par rapport à l'équipement suivant : AVHRR/3, HIRS/3, AMSU-A (A1+A2), AMSU-B, SEM-2, ARGOS (DCS-2) et SARSAT. |                   |          |                                                              |                             |                           |             |